# Willy Tschopp
Willy Tschopp (* 3. September 1905 in Basel; † 5. November 1987 in Delsberg) war ein Schweizer Sprinter.
Bei den Olympischen Spielen 1928 in Amsterdam wurde er Fünfter in der 4-mal-100-Meter-Staffel und schied über 100 m im Vorlauf aus.
Seine persönliche Bestzeit über 100 m von 11,0 s stellte er 1926 auf.